# زین‌العابدین شریفی قزوینی
زین‌العابدین شریفی قزوینی ملقب به صدرالکتّاب و ملک الخطاطین فرزند «محمد شریف» از خوشنویسان برجسته سدهٔ اخیر در نستعلیق و شکسته نستعلیق است.
زین‌العابدین شریفی از شاگردان استادان نام‌آوری چون محمد رضا کلهر و عمادالکتاب بوده‌است. او از منشیان دربار ناصرالدین شاه بود که هنگام مسافرت شاه به اصفهان به سال ۱۲۶۵ همراه ملتزمین رکاب او نیز به اصفهان رفته و ظاهراً در دوره مظفرالدین شاه در زمره مستوفیان و کاتبان درباری در وزارت انطباعات به خدمت دولتی اشتغال داشته‌است.
شریفی مردی دیندار و در لباس زهد و تقوی زندگی می‌کرد و چون پای بند به لباس خود بوده در سال ۱۳۲۰ شمسی بر اثر سخت‌گیری‌هائی که در تهران در این زمینه می‌شد به خراسان مهاجرت و در آنجا خطاطی را حرفه خود ساخت و زندگی خود را از حق‌الکتابه مختصر که عایدش می‌شد می‌گذراند.
فرزند او جواد شریفی نیز از خوشنویسان پیشکسوت معاصر می‌باشد. او در تهران به خوشنویسی اشتغال داشت و آثار مختلف چاپ سنگی از او باقی است. آثارش از ۱۳۲۰ تا ۱۳۳۲ ه‍. ق دردست است از این رو درگذشتش را پس از ۱۳۳۲ ه‍. ق می‌دانند. خوشنویس نامدار عمادالکتاب در سیاه‌مشقی که تاریخ ۲۳ آذر ۱۳۱۰ شمسی (همزمان با ۴ شعبان ۱۳۵۰ قمری) را دارد و در کتاب مرقع زرین چاپ شده از اینکه خبر فقدان ملک‌الخطاطین را شنیده اظهار تاسف کرده است  از این رو می‌توان تاریخ درگذشت او را اندکی پیش از این زمان دانست.

## آثار
برخی از آثار باقی‌مانده او بدین شرح است:
- دیوان حیکم نظامی
- سفرنامه عراق عجم ناصرالدین شاه
- مثنوی پیر و جوان نصیری
- حدیث کسا منظوم
- کتاب قطوف الربیع فی الصنوف البدیع
- پارسی تألیف ادیب الممالک فراهانی
- کتاب الدراالنجفیه ۸. دیوان سعدی
- گفتار فرهنگستان پارسی تألیف ادیب الممالک فراهانی
- روزنامه تربیت
- قانون الریاضه فی سبیل‌الهدایه
- دیوان حکیم سوری
- بستان السیاحه
- ابدع البدایع شمس العلما
- مثنوی گنج زر
- تاریخ منطقی
- نامه احمدی
- دیوان حافظ
- احسن الاخلاق
- رساله قانون اساسی کشور
- ترکی در حال احتضار
- دیوان صفی علیشاه
- دیوان کامل وحشی
- دیوان محیط قمی
- کتاب جغرافی
- روزنامه شرافت.